# Bradowiec (szczyt)
Bradowiec (770 m) – szczyt na wschodnim krańcu Pasma Jaworzyny w Beskidzie Sądeckim. Znajduje się w grzbiecie, który od Góry Parkowej w Krynicy-Zdroju poprzez Szalone i Bradowiec ciągnie się do Powroźnika. Północno-zachodnie stoki Bradowca opadają do doliny potoku Bradowiec, południowo-zachodnie do doliny potoku o nazwie Szczawiczne Potoki.
Na mapie WIG z 1930 r. szczyt ten nie miał nazwy, natomiast na szczytowym wypłaszczeniu po południowo-zachodniej stronie jego głównego wierzchołka istniał przysiółek Mirjancze. Były to tereny zamieszkałe przez Łemków, którzy po wojnie zostali stąd wysiedleni. Osiedle Mirjancze już nie istnieje, a nazwę szczytu na nowych mapach utworzono od potoku Bradowiec. Zarosły lasem dawne polany, przez co szlak turystyczny wiodący grzbietem Bradowca jest zupełnie pozbawiony widoków. Widoki roztaczają się jedynie z dolnego odcinka łąk nad Powroźnikiem (na Jaworzynę Krynicką i masyw Dubnego). Chcąc mieć bardziej widokową trasę lepiej podejść z Powroźnika szlakiem turystycznym tylko na szczyt Bradowca, a dalej ścieżką przyrodniczą na wschód do Tylicza.
Na północno-wschodnich stokach Bradowca (od strony Tylicza) znajduje się Stacja Narciarska Tylicz z 4 wyciągami. Z górnej stacji tych wyciągów dobry widok na Lackową i Busov.

## Szlak turystyczny
Krynica-Zdrój – Góra Parkowa – Szalone – Bradowiec – Powroźnik